# Storträsket (Singö socken, Uppland)
Storträsket är en sjö i Norrtälje kommun i Uppland och ingår i Skeboån-Broströmmens kustområde. Sjön har en area på 0,184 kvadratkilometer och ligger 6,4 meter över havet.

## Delavrinningsområde
Storträsket ingår i det delavrinningsområde (667843-166285) som SMHI kallar för Rinner till Norrfjärden. Medelhöjden är 11 meter över havet och ytan är 8,32 kvadratkilometer. Det finns inga avrinningsområden uppströms utan avrinningsområdet är högsta punkten. Avrinningsområdets utflöde mynnar i havet, utan att ha någon enskild mynningsplats.